# Рока Векија (Лече)
Рока Векија (итал. Rocca Vecchia) је насеље у Италији у округу Лече, региону Апулија.
Према процени из 2011. у насељу је живело 22 становника. Насеље се налази на надморској висини од 3 м.